# Eder

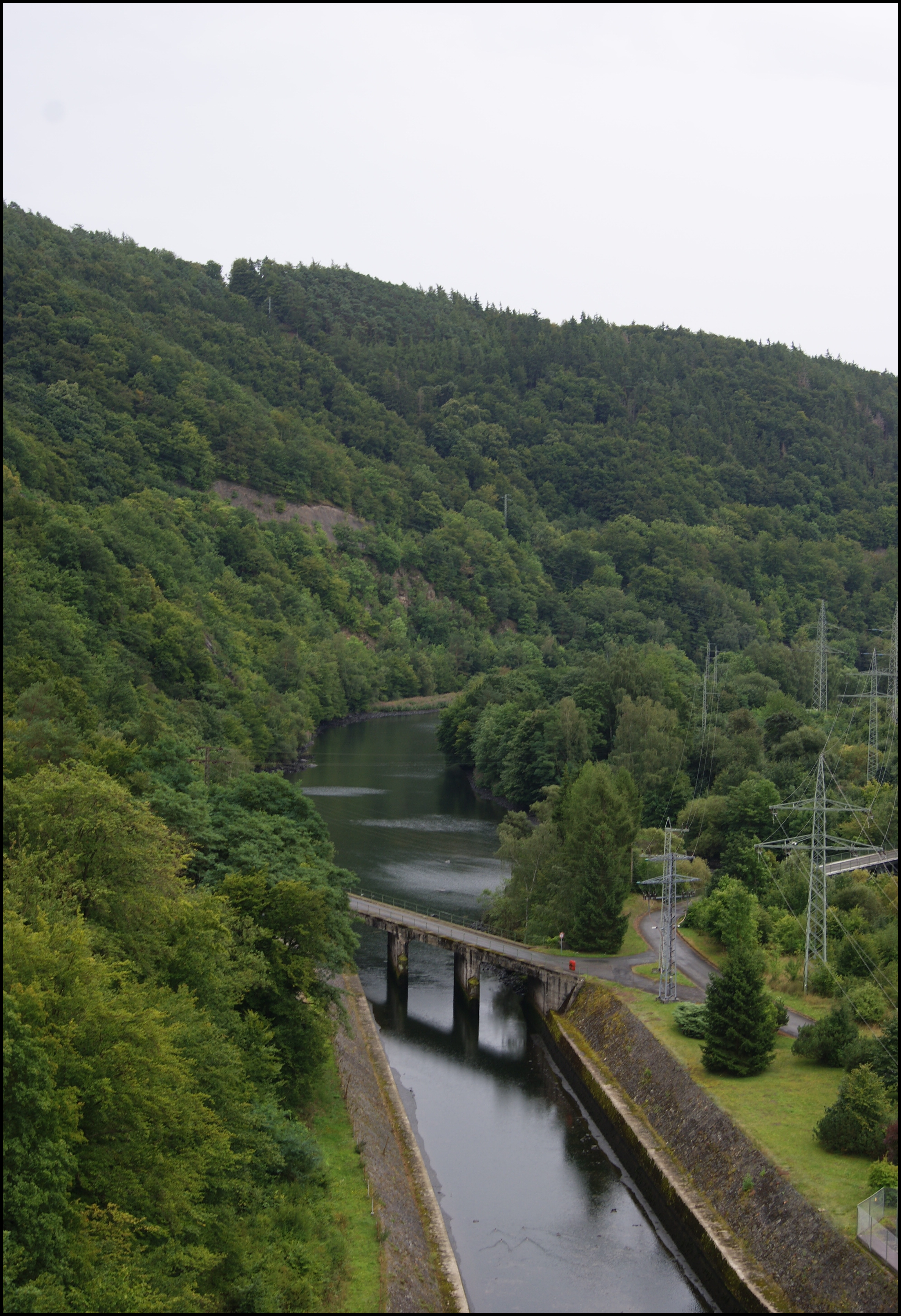
Eder

De Eder (vroeger Edder) is een rivier in West-Europa, Duitsland die door Noordrijn-Westfalen en Hessen stroomt. Met de lengte van 177 km is het de langste rivier die op de Fulda uitkomt. Het stroomgebied van de Eder is 3362 km² groot.
De Eder ontspringt op de Ederkopf in het Rothaargebergte en stroomt het merendeel in noordoostelijke richting. In Edermünde-Grifte stroomt de rivier in de rivier de Fulda.
De Eder stroomt door de regio's :
Kreis Siegen-Wittgenstein, Landkreis Waldeck-Frankenberg en Schwalm-Eder-Kreis.

## Loop van de Eder

### Bron
De rivier ontspringt in het zuidoosten van Noordrijn-Westfalen in de streek Siegen-Wittgenstein nabij de bronnen van de rivieren Lahn en Sieg. De bron van de Eder bevindt zich op 620 meter hoogte in het zuidoostelijke gedeelte van het Rothaargebergte. Het riviertje stroomt door meest landelijke regio's.

### Bovenloop
De bovenloop van de rivier loopt door Noordrijn-Westfalen: het Wittgensteiner Land, de stad Erndtebrück en Raumland (in Bad Berleburg) en vervolgens door Hessen door district Waldeck-Frankenberg, het stadje Hatzfeld, langs de berg Sackpfeife naar het stadje Battenberg.

### Middenloop
In de buurt van het stadje Battenberg, langs het Burgwald tot het nationale park Kellerwald in het oosten. Vervolgens door de stadjes Allendorf en Frankenberg en door de 28,5 km lange "Edersee". Op het einde van dit stuwmeer stroomt de Eder langs het slot Waldeck. In het zuiden van dit meer is het Nationaal Park Kellerwald-Edersee te vinden.

### Benedenloop
In de benedenloop stroomt de Eder door het Affolderner Meer, de gemeente Edertal, en de stadjes Fritzlar, Wabern, Felsberg en Edermünde.

## Geschiedenis
De Eder werd al in het jaar 15 na Christus door Publius Cornelius Tacitus genoemd als de Adrana rivier.

## Edergoud
In de buurt van Affoldern en Fritzlar bevonden zich goudmijnen. De Duitse Orde onderhield in de 14e eeuw een goudwasstation bij Fritzlar. In de 18e eeuw heeft men Dukaten van Edergoud gemaakt.
Men zegt, dat nog millimeters grote goudstukjes te vinden zijn.

## Fietsroute
Langs de Eder loopt de 180 km lange fietsroute Ederauenradweg. Fietsroutes langs de Eder en de Edersee: Ederauenradweg, R6, 
R8 .
- Gemeinsame Normdatei: 4013547-0
- Nationale Bibliotheek van Tsjechië: ge1064498
- Virtual International Authority File: 243411846